# (6988) 1994 WE3
A (6988) 1994 WE3 a Naprendszer kisbolygóövében található aszteroida. Ueda Szeidzsi és Kaneda Hirosi fedezte fel 1994. november 28-án.